# Old Orchard Beach
Old Orchard Beach är en kommun (town) i York County i Maine i USA, med 8 856 invånare (2000). Orten är en badort som är belägen cirka 8 km öster om Biddeford och cirka 25 km sydväst om delstatens största stad Portland.